# Ляо ши
Ляо ши (кит. упр. 辽史, пиньинь Liáo Shǐ) — официальная история киданьского государства Ляо, существовавшего в 907—1125 годах в северной части современного Китая.

## Структура
В летописи — четыре традиционных раздела:
- «Бэньцзи» («основные записки»), 30 цзюаней — изложение событий, имевших место при отдельных императорах
- «Шу» («книги»), 32 цзюани — описание жизни киданей, структура государства, географическое описание, летоисчисление, церемонии, музыка и т. п.
- «Бяо» («таблицы»), 8 цзюаней — предыстория киданей, краткие биографии членов императорского рода, сведения о выездах императоров, перечисление зависимых племён и владений
- «Лечжуань» («жизнеописания знаменитых»), 44 цзюани — биографии императриц и наиболее крупных сановников

Помимо них, в 115-й цзюани приводятся сведения о соседних странах (Корё и Си Ся), а в 116-й — словарь (имена собственные и титулы).

## История создания
Приказ о составлении истории государства Ляо отдал цзиньский император Си-цзун. Работу начал кидань Ила Цзыцзин, а после его смерти продолжил и закончил кидань Сяо Юнци. Этот труд из 75 цзюаней (известный как «история Сяо Юнци») был представлен императору в 1148 году, но вскоре был признан неудовлетворительным, так как многие чиновники возражали вообще против написания стандартной истории для «варварской» династии киданей.
С 1189 по 1207 год 13 чиновников трудились над составлением нового варианта; половина из них была киданями. Правительство издало специальное постановление, предписывающее населению сдать властям все материалы, имеющие отношение к истории Ляо. Новый вариант получил название «история Чэнь Дажэня».
Работа по составлению истории государства Ляо была завершена лишь во времена монгольского государства Юань. При этом среди чиновников разразился спор: одна группа утверждала, что кидани узурпировали власть на территории китайской империи, и потому их история должна быть включена в описание империи Сун, другая же считала, что Ляо было независимым северным государством, заставившим китайских императоров признать вассальную зависимость, и поэтому история Ляо должна представлять собой самостоятельное произведение. Каждая группа отстаивала свою точку зрения так энергично, что работа была временно отложена. Лишь в 1343 году особый комитет из 23 человек во главе с монголом Тогто возобновил работу, «чтобы не лишиться источника сведений». Разгорелся прежний спор, но Тогто принял соломоново решение, заявив, что Ляо, Цзинь и Сун были независимыми государствами, и потому история каждого из них должна быть датирована в соответствии с её собственным календарём.
Так как «История государства Ляо» составлялась по частям отдельными лицами из готовых материалов, то после принятия Тогто принципиального решения написание труда было закончено уже на следующий год.

## Перевод на маньчжурский язык
В 1636 году министр Комитета по обнародованию законов Хифэ вместе со своими подчинёнными Вамба, Чабухаем и Ваньвонькуем представили «почтительнейший доклад» цинскому императору Тай-цзуну, в котором указали на важность событий древней истории, зафиксированных в летописях и указах государей. Они призывали правителя изучить поступки императоров Ляо, Цзинь и Юань, а для того повелеть перевести их истории. И император издал указ о переводе на маньчжурский язык летописей этих империй, чтобы «постоянно внимательно рассматривать их». В переводе предстояло выпустить все «непригодные места», возвеличить «все удачи добрых дел» и рассмотреть «неудачи злых дел». Группа чиновников под руководством Хифэ приступила к работе в 1636 году и завершила её в 1639, а в 1644 вручила работу новому императору Ши-цзу. В 1646 году переводы были опубликованы, и стали доступны любому, кто владел маньчжурским языком. Среди недостатков перевода можно отметить, что маньчжуры восприняли многие сложные или редкие выражения на вэньяне, как имена людей или названия местностей, а поэтому не переводили их на маньчжурский, а просто транскрибировали. «Ляо ши» была опубликована в маньчжурском варианте как «Дайляо гуруни судури» ᡩᠠᡳᠯᡳᠶᠣᠣ
ᡤᡠᡵᡠᠨ
ᡳ
ᠰᡠᡩᡠᡵᡳ и отпечатана в количестве 300 экземпляров.

## Дополнения
В «Ляо ши» не нашли отражение очень многие сведения, имевшиеся в многочисленных китайских источниках. Поэтому цинский историк Ли Э в 1743 году написал работу «Ляо ши шии» («Подборка пропущенного в истории государства Ляо»), в которой привёл огромный неиспользованный материал. Книга составлена таким образом, что отдельные события, описанные в «Ляо ши», дополняются сведениями из китайских источников. Книга состояла из 24 цзюаней.
В 1794 году цинский учёный Ян Фуцзи написал «Ляо ши шии бу» («Дополнение к сочинению „Подборка пропущенного в истории государства Ляо“») из 5 цзюаней. В ней даны дополнительные сведения о киданях из «Цзю удай ши» («Старой истории пяти династий»), не использованные Ли Э, а также сведения из других источников.

## Русские переводы
На русский язык «Ляо ши» полностью не переводилась. В 1869—1870 учебном году по предложению Факультета восточных языков Санкт-Петербургского университета студентом 3-го курса М. Н. Суровцом была выполнена работа «О владычестве киданей в Средней Азии». Для того, чтобы написать её, Суровцов перевёл на русский язык «Ляо ши» (хотя, видимо, не полностью). Сейчас этот перевод считается утерянным, работа Суровцова (до сих пор не опубликованная) хранится в архиве востоковедов ЛОИВ АН СССР.
Между тем маньчжурский перевод летописи был переведён Л. В. Тюрюминой на русский язык и опубликован под заглавием «История Железной империи» в 2007 году. При работе над переводом был использован только маньчжурский текст без обращения к китайскому оригиналу.